# Dubica (obwód miński)
Dubica (biał. Дубіца, ros. Дубица) – wieś na Białorusi, w obwodzie mińskim, w rejonie soligorskim, w sielsowiecie Hawrylczyce.

## Geografia
Miejscowość położona ok. 45 km na południowy zachód od Soligorska, a ok. 6 km na południowy wschód od Hawrylczyc, tuż przy północno-zachodniej granicy rezerwatu Leninskiego (Ленинский заповедник).

## Historia
W okresie międzywojennym miejscowość należała do gminy Czuczewicze w powiecie łuninieckim województwa poleskiego. Według spisu powszechnego z 1921 r. była to kolonia licząca 7 domów. Mieszkało tu 35 osób: 19 mężczyzn, 16 kobiet. Pod względem wyznania 26 osób było prawosławnymi, a 9 – rzymskimi katolikami. Narodowość białoruską deklarowało 26 mieszkańców, zaś polską – 9.